# Gothold Ajzenštajn
Ferdinand Gothold Maks Ajzenštajn (16. april 1823 – 11. oktobar 1852) bio je nemački matematičar. On specijalizovao za teoriju brojeva i analizu, te dokazao nekoliko rezultata koji su izmical čak i Gausu. Kao i Galoa i Abel pre njega, Ajzenštajn je umro pre svoje 30. godine. Rođen je i umro u Berlinu, Prusija.

## Detinjstvo i mladost
Njegovi roditelji, Johan Konstantin Ajzenštajn  i Helen Polak, bili su jevrejskog porekla i preobratili su se u protestantizam pre njegovog rođenja. Od malih nogu, on je demonstrirao talent u oblastima matematike i muzike. Kao malo dete on je naučio da svira klavir, i nastavio je da svira i komponuje klavir tokom celog svog života.
On je ispaštao od raznih zdravstvenih problema, uključujući meningitis kao novorođenče, bolest koja je odnela živote petoro njegove braće i sestara. Godine 1837, u uzrastu od 14 godina, on je upisan u gimnaziju Fridrik Vilhelm, a ubrzo nakon toga u gimnaziju Fridrih Verder u Berlinu. Njegovi učitelji prepoznali su njegove talente u matematici, ali do 15. godine života već je naučio sav materijal predavan u okviru školskog programa. Potom je počeo da proučava diferencijalni račun iz dela Leonarda Ojlera i Žozefa-Luja Lagranža.
Sa 17 godina, Ajzenštajn je počeo da pohađa časove Petera Gustava Ležena Dirihlea i drugih na Univerzitetu u Berlinu. Godine 1842, pre nego što je položio završne ispite, otputovao je sa majkom u Englesku, kako bi tražio svog oca. Godine 1843. u Dablinu je upoznao Vilijama Rouana Hamiltona, koji mu je dao kopiju svoje knjige o dokazu Nilsa Henrika Abela o nemogućnosti rešavanja polinoma petog stepena, delo koje će pobuditi Ajzenštajnov interes za matematička istraživanja.

## Pet izvanrednih godina
Godine 1843, Ajzenštajn se vratio u Berlin, gde je položio maturske ispite i upisao se na Univerzitet naredne jeseni. U januaru 1844. on je već predstavio svoje prvo delo Berlinskoj akademiji, o kubnim formama sa dve promenljive. Iste godine on se prvi put susreo sa Aleksandrom fon Humboltom, koji će kasnije postati njegov patron. Humboldt je uspeo da obezbedi donacije od kralja, vlade Pruske i Berlinske akademije da kompenzuje za ekstremno siromaštvo Ajzenštajna. Novčana sredstva, uvek kasna i nerado data, Ajzenštajn je u potpunosti zaradio: samo 1844. godine on je objavio preko 23 rada i dva problema u časopisu Crelle's Journal, uključujući dva dokaza zakona kvadratne recipročnosti i analognih zakona kubne recipročnosti i kvartične recipročnosti.
U junu 1844, Ajzenštajn je posetio Karla Fridriha Gausa u Getingenu. Kumer se 1845. pobrinuo da on dobije počasni doktorat na Univerzitetu u Breslau. Jakobi je takođe podržao to odlikovanje, ali kasniji odnosi između Jakobija i Ajzenštajna uvek su bili napeti, pre svega zbog neslaganja oko redosleda otkrića 1846. Godine 1847. Ajzenštajn je habilitirao na Berlinskom univerzitetu i počeo je da predaje. Bernhard Riman je pohađao njegove časove eliptičnih funkcija.

## Literatura
- Biermann, Kurt-R. (1959), „Eisenstein, Ferdinand Gotthold Max”, Neue Deutsche Biographie (на језику: German), 4: 420
- Cantor, Moritz (1877), „Eisenstein, Gotthold”, Allgemeine Deutsche Biographie (на језику: German), 5: 774—775, wikisource
- Dunnington, G. Waldo (1955), Carl Friedrich Gauss: titan of science. A study of his life and work, New York: Exposition Press, ISBN 978-0-88385-547-8, MR 0072814
- O'Connor, John J.; Robertson, Edmund F. „Gothold Ajzenštajn”. MacTutor History of Mathematics archive. University of St Andrews.
- Schappacher, Norbert (1998), „Gotthold Eisenstein. 16 April 1823--11 October 1852”, Mathematics in Berlin, Basel, Boston, Berlin: Birkhäuser, стр. 55—60, MR 1648677
- Warnecke, Heinz (1988), „Gotthold Eisenstein (1823--1852)---ein mathematisches und hochschulpädagogisches Talent aus Berlin”, Wissenschaftliche Zeitschrift der Humboldt-Universität zu Berlin. Mathematisch-Naturwissenschaftliche Reihe, 37 (2): 187—193, ISSN 0863-0631, MR 975243
- Weil, André (1976), „Review: Gotthold Eisenstein, Mathematische Werke”, Bulletin of the American Mathematical Society, 82 (5): 658—663, ISSN 0002-9904, doi:10.1090/s0002-9904-1976-14095-5
- Aleksandrov [Алекса́ндров], Aleksandr Danilovich [Алекса́ндр Дани́лович];  . (март 1969).  Aleksandrov [Алекса́ндров], Aleksandr Danilovich [Алекса́ндр Дани́лович]; Kolmogorov [Колмого́ров], Andrey Nikolaevich [Андре́й Никола́евич]; Lavrent'ev [Лавре́нтьев], Mikhail Alexseevich [Михаи́л Алексе́евич], ур. Mathematics: Its Content, Methods, and Meaning. 1—3. Превод: Gould, Sydney Henry; Hirsch, Kurt August; Bartha, Tamas. Translation edited by Gould (2nd изд.). Cambridge, Massachusetts: The M.I.T. Press / American Mathematical Society. LCCN 64-7547. MIT 106, 107, 108. ark:/13960/t4sj8550w.
- Rudin, Walter (1976). Principles of Mathematical Analysis (3rd изд.). New York: McGraw-Hill. ISBN 978-0070542358.
- Rudin, Walter (1987). Real and Complex Analysis (3rd изд.). New York: McGraw-Hill. ISBN 978-0070542341.
- Whittaker, Edmund Taylor; Watson, George Neville (1927-01-02). A Course Of Modern Analysis: An Introduction to the General Theory of Infinite Processes and of Analytic Functions; with an Account of the Principal Transcendental Functions (4th изд.). Cambridge: at the University Press. ISBN 0521067944.
- „Real Analysis – Course Notes” (PDF). Архивирано (PDF) из оригинала 2007-04-19. г.
- Nikol'skiĭ [Нико́льский], Sergey Mikhailovich [Серге́й Миха́йлович] (2002). „Mathematical analysis”.  Ур.: Hazewinkel, Michiel. Encyclopaedia of Mathematics. Springer-Verlag. ISBN 978-1402006098.
- Fusco, Nicola; Marcellini, Paolo; Sbordone, Carlo (1996). Analisi Matematica Due (на језику: италијански). it []. ISBN 978-8820726751.
- Rombaldi, Jean-Étienne (2004). Éléments d'analyse réelle : CAPES et agrégation interne de mathématiques (на језику: француски). EDP Sciences. ISBN 978-2868836816.

## Spoljašnje veze
- Gothold Ajzenštajn на веб-сајту MGP (језик: енглески)